# Evaluación de proyectos
En gestión de proyectos, la evaluación de proyectos es un proceso para determinar el establecimiento de cambios generados por un proyecto, a partir de la comparación entre el estado actual y el estado previsto en su planificación. Es decir, busca conocer qué tanto un proyecto ha logrado cumplir sus objetivos, los cambios realizados en la planificación, o bien, qué tanta capacidad poseería para cumplirlos.
En una evaluación de proyectos, siempre se produce información para la toma de decisiones, por lo cual también se le puede considerar como una actividad orientada a mejorar la eficacia de los proyectos en relación con sus fines, además de promover mayor eficiencia en la asignación de recursos. En este sentido, cabe precisar que la evaluación no es un fin en sí misma, más bien es un medio para optimizar la gestión de los proyectos.

## Tipos de evaluación de proyectos

### Según el nivel de gestión
La evaluación de proyectos puede clasificarse de la siguiente manera:
- Política-estratégica: La parte política verá la parte social y política, su consistencia para trascender en el tiempo y que sea, en cierta forma, equitativa.
- Administrativa: En el caso administrativo, el fin siempre es la mayor racionalización de todos los recursos, el logro de sus planes, objetivos, metas, actividades, programas; expresión de la eficiencia y eficacia.
- Técnica: Lo técnico es una mezcla de lo anterior y lo propio, ya que incide, hoy en día, al mejor logro de los dos puntos anteriores, por el avance en los descubrimientos, su rapidez, medición y precisión. Ya dependerá de cada ciencia qué enfoque científico y técnico aplicarán.

### Según la naturaleza de la evaluación
La evaluación de proyectos puede ser vista desde dos ópticas diferentes:
- Evaluación privada: Que incluye a la "evaluación económica" que asume que el proyecto está totalmente financiado con capital propio, por lo que no hay que pedir crédito, y, por otro lado, la evaluación financiera, que incluye financiamiento externo.
- Evaluación social: En la evaluación social, tanto los beneficios como los costos se valoran a precios sombra de eficiencia. Aquí interesan los bienes y servicios reales utilizados y producidos por el proyecto.

### Según el momento en que se realiza

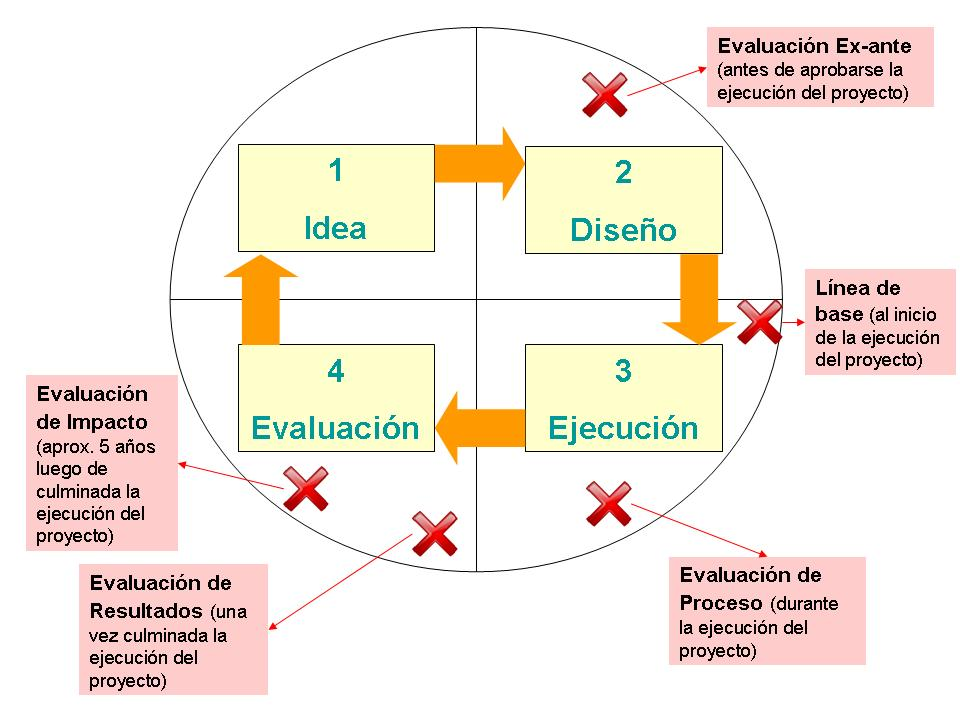
La evaluación en el ciclo de proyectos

Los distintos tipos de evaluación varían según el momento en que se realicen. Los tipos de evaluación son: ex-ante, de proceso, ex-post y de impacto.
- Evaluación supervisada: Se efectúa antes de la aprobación del proyecto y busca conocer su pertinencia, viabilidad y eficacia potencial. Este tipo de evaluación consiste en seleccionar, de entre varias alternativas técnicamente factibles, a la que produce el mayor impacto al mínimo costo.[2] Este tipo de evaluación supone la incorporación de ajustes necesarios en el diseño del proyecto, lo cual podría generar incluso el cambio del grupo beneficiario, su jerarquía de objetivos y el presupuesto.[4]
- Evaluación de proceso, operativa, de medio término o continua: Se hace mientras el proyecto se va desarrollando y guarda estrecha relación con el monitoreo del proyecto. Permite conocer en qué medida se van cumpliendo los objetivos (Resultados, en caso de marco lógico); en relación con esto, una evaluación de este tipo debe buscar aportar al perfeccionamiento del modelo de intervención empleado y a identificar lecciones aprendidas. Las fuentes financieras suelen requerir la realización de este tipo de evaluación para ejecutar los desembolsos periódicos.
- Evaluación ex-post, de resultados o de fin de proyecto: Se realiza cuando culmina el proyecto. Se enfoca en indagar el nivel de cumplimiento de los objetivos (Propósito y Resultados, en caso de marco lógico); asimismo, busca demostrar que los cambios producidos son consecuencia de las actividades del proyecto (exclusivamente o en interacción con otras fuentes); para esto suele recurrir a un diseño experimental. No sólo indaga por cambios positivos, también analiza efectos negativos e inesperados.
- Evaluación de impacto: Es la que indaga por los cambios permanentes y las mejoras de la calidad de vida producidos por el proyecto, es decir, se enfoca en conocer la sostenibilidad de los cambios alcanzados y los efectos imprevistos (positivos o negativos). En caso de diseño con marco lógico, se enfoca en la evaluación del Fin de la jerarquía de objetivos. Esta evaluación necesariamente debe realizarse luego de un tiempo de culminado el proyecto y no inmediatamente de que este concluya;[5] el tiempo recomendado para efectuar la evaluación de impacto es de 5 años.[4]

Cabe considerar que las evaluaciones ex-ante y de proceso se consideran evaluaciones formativas, debido a que se producen mientras se da la preparación y/o ejecución del proyecto y sus conclusiones sirven para optimizar la ejecución del mismo, en tanto que las evaluaciones de resultados y de impacto vienen a ser evaluaciones sumativas que ocurren al culminar el proyecto e, incluso, un tiempo después de haber culminado, por lo tanto, sus conclusiones servirán para ser transferidas a otras experiencias, pero ya no podrán tener una aplicación directa en el proyecto que ha concluido.
Las evaluaciones de resultados y de impacto requieren asumir un diseño específico de investigación (véase más adelante).

## Criterios utilizados para evaluar proyectos
La evaluación de los proyectos, en sus distintos tipos, contempla una serie de criterios base que permiten establecer sus conclusiones. En función del campo, empresa u organización de que se trate, es que se emplearán una serie de criterios u otros que guarden relación con los objetivos estratégicos que se persigan.
No existen criterios únicos, por lo general, los criterios surgen en función de la naturaleza de cada proyecto; sin embargo, en la mayoría de casos, se toman en cuenta los siguientes cinco criterios definidos por la OECD para la cooperación internacional: la pertinencia ("relevance"), eficacia ("effectiveness"), eficiencia ("efficiency"), impacto ("impact") y sostenibilidad ("sustainability").
- Pertinencia o relevancia: Observa la congruencia entre los objetivos del proyecto y las necesidades identificadas y los intereses de la población e instituciones (consenso social). Se observa especialmente en la evaluación ex-ante, pero también en los demás tipos de evaluación.
- Eficacia: Medida en que se lograron o se esperan lograr los objetivos de la intervención, tomando en cuenta su importancia relativa. Se observa en las evaluaciones de tipo continuas y ex-post.
- Eficiencia: Medida en que los recursos (insumos, fondos, tiempo, etc.) se han convertido en los resultados del proyecto. Este criterio es usual en el análisis costo-beneficio realizado en la evaluación ex-ante.
- Impacto: Efectos de largo plazo positivos y negativos, primarios y secundarios, producidos directa o indirectamente por una intervención para el desarrollo, intencionalmente o no.
- Sostenibilidad: Medida en que los cambios logrados por el proyecto continúan y permanecen en el tiempo a favor de la población y/o las instituciones, una vez que la intervención ha finalizado.[9] Suele considerarse en las evaluaciones de impacto.

Es fundamental considerar la evaluación desde las propias necesidades y alcances de las acciones para con la población meta.

## Requisitos que debe cumplir una buena evaluación de proyectos
Toda evaluación debe cumplir algunos requisitos metodológicos para garantizar que la información que genere pueda ser usada en la toma de decisiones. Así, se espera que todo proceso de evaluación sea:
- Objetivo: Deben medirse y analizarse los hechos definidos tal como se presentan.
- Imparcial: La generación de conclusiones del proceso de evaluación debe ser neutral, transparente e imparcial. Quienes realizan la evaluación no deben tener intereses personales o conflictos con la unidad ejecutora del proyecto.
- Válido: Debe medirse lo que se ha planificado medir, respetando las definiciones establecidas. En caso de que el objeto de análisis sea demasiado complejo para una medición objetiva, debe realizarse una aproximación cualitativa inicial.
- Confiable: Las mediciones y observaciones deben ser registradas adecuadamente, preferentemente recurriendo a verificaciones in-situ.
- Creíble: Todas las partes involucradas en el proyecto deben tener confianza en la idoneidad e imparcialidad de los responsables de la evaluación, quienes a su vez deben mantener una política de transparencia y rigor profesional.
- Oportuno: Debe realizarse en el momento adecuado, evitando los efectos negativos que produce el paso del tiempo.
- Útil: Debe ser útil y elaborarse en un lenguaje conciso y directo, entendible para todos los que accedan a la información elaborada, los resultados de una evaluación no deben dirigirse sólo a quienes tienen altos conocimientos técnicos sino que debe servir para que cualquier involucrado pueda tomar conocimiento de la situación del proyecto.
- Participativo: Debe incluirse a todos los involucrados en el proyecto, buscando reflejar sus experiencias, necesidades, intereses y percepciones.
- Retroalimentador: Un proceso de evaluación debe garantizar la diseminación de los hallazgos y su asimilación por parte de los involucrados en el proyecto (desde las altas esferas hasta los beneficiarios), para así fomentar el aprendizaje organizacional.
- Costo/eficaz: La evaluación debe establecer una relación positiva entre su costo (económico, de tiempo y recursos) y su contribución en valor agregado para la experiencia de los involucrados en el proyecto.
  - Tomar decisiones informadas con base en proyecciones optimistas, pesimistas y realistas.

## Diseños de evaluación
En general, cualquier forma de evaluación de proyectos se basa en los conceptos y procedimientos de la metodología de la investigación científica, sin embargo, cabe precisar que, cuando se efectúa una evaluación de proyectos de tipo de resultado o de impacto,es necesario asumir un diseño específico de investigación. Alguno de estos diseños son los siguientes:

### Evaluación sólo después
Es un diseño simple que carece de línea de base. Su principal defecto es tener poca capacidad para explicar los efectos alcanzados por un proyecto.
Su esquema es el siguiente:
```
.......... X .......... A1

```

Donde:
- "X" es la intervención del proyecto.
- "A1" es la población objetivo del proyecto al final de la intervención.

### Evaluación simple antes y después
Este diseño permite comparar la situación inicial de la población objetivo contra la situación final, es decir, luego de realizado el proyecto. La relación causa-efecto entre el proyecto y sus resultados es más clara, pero aún no es precisa ya que pueden haber intervenido causas externas no controladas.
Su esquema es el siguiente:
```
A .......... X .......... A1

```

### Diseño cuasiexperimental
Este diseño permite realizar una evaluación antes y después de la intervención del proyecto, comparando los hallazgos, además, con un grupo de control para los resultados "después" de la intervención. La precisión de este diseño es mucho mayor que el de los anteriores y por su viabilidad técnica es el más recomendado. 
Su esquema es el siguiente:
```
A .......... X .......... A1
......................... B

```

Donde:
- "X" es la intervención del proyecto.
- "A" es la línea de base.
- "A1" es la población objetivo del proyecto al final de la intervención.
- "B" es un grupo de comparación al finalizar el proyecto, con similares características a la población objetivo y que no ha tenido una intervención similar.

### Diseño experimental clásico
Este diseño permite también efectuar una comparación antes y después del proyecto, pero, además, permite efectuar una comparación antes y después en grupos de similares entre sus características que no hayan estado influenciados por una intervención similar a la del proyecto. Su capacidad de explicación es bastante alta, pero sus costos y dificultad técnica también se incrementan.[cita requerida]
Su esquema es el siguiente:
```
A .......... X .......... A1
B ....................... B1

```

Donde:
- "X" es la intervención del proyecto.
- "A" es la línea de base.
- "A1" es la población objetivo del proyecto al final de la intervención.
- "B" es un grupo de comparación antes del inicio del proyecto, similar al grupo objetivo con el que se realizó la línea de base.
- "B1" es un grupo de comparación al finalizar el proyecto.

### Diseño experimental complejo
Es un diseño muy complicado, además de tener un altísimo costo, por lo que su aplicación merece una fundamentación muy amplia. Con este tipo de estudios se busca determinar la influencia de cada componente del proyecto, e incluso de la combinación de diversos componentes en un proyecto.
Su esquema es el siguiente:
```
A .......... X .......... A1
B .......... x1 ......... B1
C .......... x2 ......... C1

```

Donde:
- "X" es la intervención de un componente del proyecto.
  - "A" es la línea de base del componente correspondiente.
  - "A1" es la población objetivo del proyecto al final de la intervención, independiente de los otros grupos de comparación.
- "X1" es la intervención de un segundo componente del proyecto.
  - "B" es la línea de base del componente correspondiente.
  - "B1" es un grupo de comparación al finalizar el proyecto, independiente de los otros grupos de comparación.
- "X2" es la intervención de un tercer componente del proyecto.
  - "C" es la línea de base del componente correspondiente.
  - "C1" es un grupo de comparación al finalizar el proyecto, independiente de los otros grupos de comparación.

## Dificultades en la evaluación de proyectos
La labor de evaluación de proyectos no es fácil y conlleva múltiples dificultades, muchas de ellas de orden metodológico. pero también de orden político.
- Falta de disponibilidad de información.
- No contar con personal calificado para efectuar el trabajo.
- Clientelismo de la población beneficiaria y de los encargados de la ejecución del proyecto.
- Carencia de un sistema de evaluación y monitorización, por lo que no se conoce el proceso desarrollado.
- Resistencias de la comunidad. En este caso muchas veces ocurre que la población ha recibido muchas promesas incumplidas por parte de políticos de turno o bien se ha generado una expectativa muy alta frente al proyecto, por lo cual desarrolla una actitud contraria hacia este; también se presentan resistencias debido a los prejuicios o ignorancia de los beneficiarios.[13]
- Incorporación de Criterios de Sostenibilidad y ESG en la Evaluación de Proyectos.